# Marlies Näf-Hofmann
Marlies Näf-Hofmann (* 15. Oktober 1926 in Arbon, Kanton Thurgau; heimatberechtigt ebenda; † 13. Juni 2018) war eine Schweizer Politikerin (SVP; glp; CVP) und Juristin.

## Leben
Marlies Näf-Hofmann studierte Rechtswissenschaften und Nationalökonomie an der Universität Zürich und Universität Bern. 1962 wurde sie in Bern zum Dr. iur. promoviert. Ihr Studium finanzierte sie sich als Journalistin für die Berner Tageszeitung Der Bund. Sie war Substitutin am Obergericht Schaffhausen und absolvierte das Schweizer Anwaltsexamen. Ein Jahr nach Einführung des Frauenstimmrechts in der Schweiz wurde sie 1972 die erste Frau als hauptamtliche Richterin am Bezirksgericht Zürich.
Marlies Näf-Hofmann war fast 50 Jahre lang Mitglied der SVP, als Studentin bereits im SVP-Vorläufer der Bauern-, Gewerbe- und Bürgerpartei (BGB), und von 1992 bis 2012 als Kantonsrätin im Kanton Thurgau engagiert. Sie war unter anderem Vizepräsidentin der Justizkommission des Grossen Rats Thurgau. Mit 86 Jahren wurde sie aus Altergründen von der SVP nicht mehr nominiert. Für die Grünliberalen bewarb sie sich erfolglos als Parteilose für das Stadtparlament in Arbon. 2015 kandidierte Näf-Hofmann zunächst als Parteilose für die CVP und konnte 2017 als Nachrückerin in das Arboner Stadtparlament einziehen.
Näf-Hofmann engagierte sich auf nationaler Ebene gegen Abtreibung und Sterbehilfe sowie für Palliative Care. 2008 initiierte sie eine erfolgreiche Volksinitiative «Palliative Care» für den Kanton Thurgau mit Ziel der gesetzlichen Verankerung der Versorgung von schwerkranken Patienten. Sie war Mitglied zahlreicher Initiativen und Gremien, unter anderem langjährige Präsidentin der Zürcher Sektion „Ja zum Leben“.
2009 wurde sie zur „Arbonerin des Jahres“ gewählt.

## Schriften
- Zur objektiven Ausweisung der actio de dolo im römischen u. gemeinen Recht, 1962 (Dissertation)
- Kurzdarstellung des Vorentwurfs der Eidgenössischen Expertenkommission zur Revision des Ehe- und Ehegüterrechtes im Zivilgesetzbuch, 1976
- Partnerschaft als Leitbild der Ehe, Schulthess Verlag 1980, ISBN 978-3-7255-2072-5
- zusammen mit Markus Bourquin, Albert Ziegler: Echte Sterbehilfe: ohne EXIT, Zürich 1989
- zusammen mit Heinz Näf-Hofmann: Das neue Ehe- und Erbrecht im Zivilgesetzbuch : Wirkungen der Ehe im allgemeinen, Ehegüterrecht und Erbrecht, Schulthess Verlag 1989, ISBN 978-3-7255-2711-3
- zusammen mit Heinz Näf-Hofmann: Schweizerisches Ehe- und Erbrecht, Schulthess Verlag 1998, ISBN 978-3-7255-3761-7
- zusammen mit Andreas Näf: Palliative Care – Ethik und Recht, Edition NZN bei Theologischer Verlag Zürich 2011, ISBN 978-3-290-20069-5